# 松江高等学校 (旧制)
| 松江高等学校 （淞高） | 松江高等学校 （淞高）       |
| --------------------- | --------------------------- |
| 創立                  | 1920年                      |
| 所在地                | 島根県川津村 （現・松江市） |
| 初代校長              | 小松倍一                    |
| 廃止                  | 1950年                      |
| 後身校                | 島根大学                    |
| 同窓会                |                             |

旧制松江高等学校 （きゅうせいまつえこうとうがっこう） は、島根県に設立された官立の旧制高等学校。略称は 「淞高」 （しょうこう）。

## 概要
- 改正高等学校令に基づき17番目の官立旧制高等学校として設立された。
- 修業年限3年の高等科 （文科・理科） を設置した。
- 校訓は 「報国報公、自発自治、協和愛敬」。
- 学生帽の白線は3条である[1]。
- 学生寮として 「自習寮」 （じしゅうりょう） が設置された。
- 第二次世界大戦後の学制改革により新制島根大学に包括され、文理学部 （現 法文学部・総合理工学部） の母体となった。

## 沿革
前史
山陰地方に最初に設置された旧制官立高等教育機関は高等農林学校であったが、同校の誘致を巡って鳥取県と島根県が争った結果、1918年5月に鳥取県が誘致を勝ち取った。しかし、直後の旧制高等学校の増設においては、島根県が雪辱を果たした。
- 1918年5月： 島根県、高等学校設置期成同盟結成。
- 1918年12月： 島根県会、高等学校設置に関する意見書案可決。
  - 島根県知事、創設費 80万円 （のち 30万円に減額） 寄附を条件に島根県への高等学校設置の内諾を得る。
- 1919年3月： 高等学校増設案、帝国議会両院を通過。
- 1919年9月： 八束郡川津村菅田 （現・松江市西川津町） に校地決定。

松江高等学校
- 1920年11月： 勅令第551号文部省直轄諸学校官制改正により松江高等学校設立。
- 1921年4月16日： 松江中学校校舎で第1回入学式。
- 1921年5月： 修学旅行中の六高生徒と合流、街頭ストーム事件。
  - 交番を襲ったりしたが、学校側が事件を起こした生徒をかばったため、検挙者は無し。
- 1921年： 生徒投票で校歌 『青春の歌』 選定 （佐野富登志［並河太］ 作詞、岩佐万次郎 作曲）。
  - 正式の校歌は1927年制定の 『嵩の麓に』 （八波則吉 作詞、信時潔 作曲）。
- 1921年12月： 川津校地に本館竣工、移転。
- 1922年4月： 寄宿舎 「自習寮」、松江市南田町から川津に移転。
- 1922年5月18日： 開校式。
- 1923年： 対大高野球試合開催。
  - のち庭球・陸上競技・水泳も加え、1935年頃まで毎年開催。
- 1923年3月： 正門（現・国登録文化財・島根大学正門）竣工。
- 1924年3月： 第1回卒業式。
- 1924年11月： 外国人教師用官舎（現・国登録文化財・島根大学旧奥谷宿舎）竣工。
- 1924年11月： 松陽新報・山陰新聞への襲撃事件。
  - 報道内容への不満が原因。49名検束、戒飭処分に。
- 1928年1月： 学園自由化を求める半ストライキ事件。
- 1929年11月： 校長による教育勅語誤読を口実とするストライキ事件。
- 1930年9月： 左翼学生検挙。2名退学、11名停学。
- 1931年12月： 開校十周年記念式典ボイコット （松崎水亭事件）。
  - 生徒処分に絡みストライキ。
- 1938年10月： 物理学教室焼失。
- 1942年9月： 戦時措置による繰上卒業。
- 1943年： 2年制に短縮 （終戦後、3年制に戻される）。
- 1945年10月： 授業再開。
- 1945年11月： 宇野校長排斥運動。
  - 彼が軍国主義的人物だとして、生徒らが赴任に反対した。校長は赴任せず交代。
- 1948年4月： 初の女子生徒入学。
- 1949年5月： 学制改革により発足の新制島根大学に包括される。
  - 旧制松江高等学校は文理学部の母体となった。
- 1950年3月： 旧制松江高等学校、廃止。

## 歴代校長
- 初代： 小松倍一 （1920年12月 - 1924年6月）
  - 前・第五高等学校教授。
- 第2代： 乗杉嘉寿 （1924年6月 - 1928年4月）
- 第3代： 河合義文 （1928年4月 - 1932年3月）
- 第4代： 菰田万一郎（1932年3月 - 1937年8月）
- 第5代： 豊田臻（1937年8月 - 1941年4月）
- 第6代： 白川継紹（1941年4月 - 1943年9月）
- 第7代： 山尾政治 （1943年9月 - 1945年11月24日[2]）
- 第8代： 宇野喜代之介 （1945年11月24日[2] - 1945年12月5日[3]）
  - 前・弘前高等学校校長。反対に遭い赴任せず。
- 第9代： 原田虎男 （1945年12月5日[3] - 1950年3月）

## 校地の変遷と継承

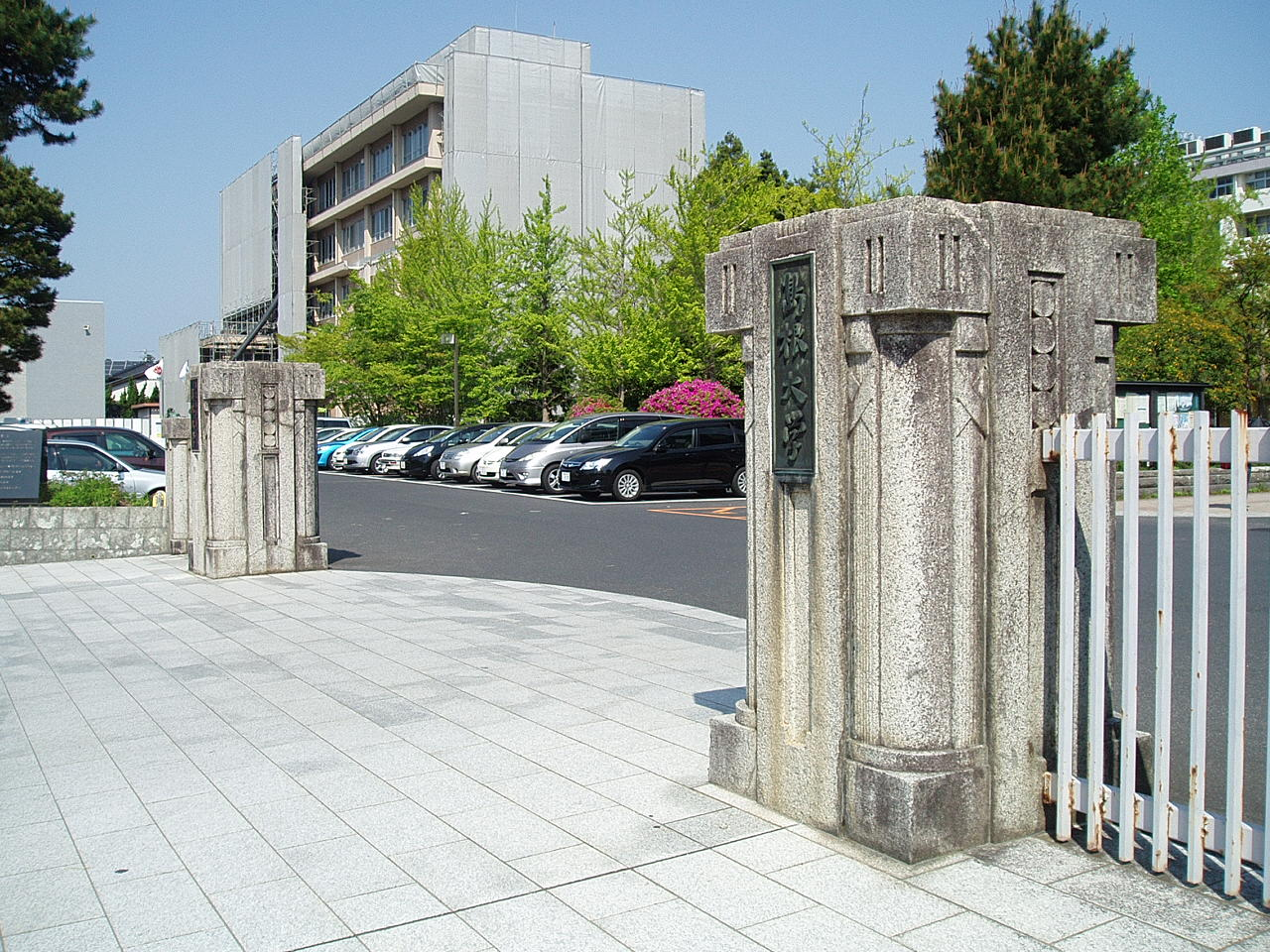
島根大学正門門柱（旧制松江高等学校正門を移設）。国登録有形文化財

1921年の開校当初は、旧制松江中学校 （現 島根県立松江北高等学校） 校舎に間借りした。同年末に八束郡川津村菅田 （現・松江市西川津） に新校舎が完成し移転した。川津校地は旧制松江高等学校の廃止まで使用され、後身の島根大学に引き継がれた （現 松江キャンパス）。

## 著名な出身者
- 福永健司 - 元衆議院議長
- 小瀧彬 - 元防衛庁長官
- 細田吉蔵 - 元運輸大臣
- 山手満男 - 元労働大臣
- 坂野重信 - 元自治大臣
- 高田富之 - 元日本社会党衆議院議員
- 吉岡吉典（中退） - 元日本共産党参議院議員
- 伊達慎一郎 - 元島根県知事
- 竹下虎之助 - 元広島県知事
- 宇山厚 - 最後の駐中華民国（台湾）大使
- 和島岩吉 - 元日本弁護士連合会会長
- 柏木博 - 元日本弁護士連合会会長
- 綿野脩三 - 元東洋経済新報社社長
- 矢田恒久 - 元第一生命保険社長
- 千代賢治 - 元住友生命保険社長
- 小林大祐 - 元富士通社長
- 河野典夫 - 元日立金属社長
- 田淵節也 - 元野村證券社長
- 加地孝義 - 元山下新日本汽船社長
- 巽外夫 - 元住友銀行頭取
- 伊藤朝夫 - 元住友スリーエム社長
- 藤田田 - 日本マクドナルド創業者
- 永井隆 - 旧制長崎医大（長崎大学医学部の前身）教授、『長崎の鐘』著者
- 花森安治 - グラフィックデザイナー、『暮しの手帖』創刊
- 邦正美 - 舞踊家
- 生島遼一 - フランス文学者
- 高橋和巳 - 小説家
- 篠田一士 - 文芸評論家
- 宇野重昭 - 政治学者
- 中川米造 - 医学史学者
- 松尾尊兊 - 歴史家（最後の卒業生）
- 増田渉 - 魯迅と親交のあった中国文学者
- 守分勉 - 元中国銀行頭取・会長
- 山本清 - 考古学者
- 伊藤史朗 - 同志社大学名誉教授
- 綿引紳郎 - 法学者、元国士舘大学長
- 金関恕 - 考古学者
- 大和哲夫 - 法学者、元北海学園大学学長
- 糸賀一雄 - 社会福祉実践家、日本における障害者福祉の先駆者

## 著名な教員
- 福本和夫 - 一高・東大法学部出身、戦前の共産主義理論家、「福本イズム」、ヨーロッパ留学後に山口高商に転任
- ウィルヘルム・プラーゲ - 昭和初期にプラーゲ旋風をおこした「著作権の父」
- フリッツ・カルシュ - 永井隆らに影響を与えた哲学者。ルドルフ・シュタイナーを日本に紹介。
- ハンス・シュワルベ - オーアーゲー・ドイツ東洋文化研究協会（OAG）会長。勲三等旭日中綬章を受賞。
- 駒田信二- 中国文学者
- 岡村弘 - フランツ・カフカを紹介。

## 関連書籍
- 『島根大学史』　島根大学、1981年3月。